# LEGO Indiana Jones 2: The Adventure Continues
LEGO Indiana Jones 2: The Adventure Continues is een action-adventure computerspel uit 2009, gebaseerd op het speelgoed van LEGO en de Indiana Jones-filmserie. Het spel behandelt de films Raiders of the Lost Ark, Indiana Jones and the Temple of Doom, Indiana Jones and the Last Crusade en Indiana Jones and the Kingdom of the Crystal Skull.
Het spel werd ontwikkeld door Traveller's Tales, en werd in Europa tegelijk uitgebracht voor Wii, Xbox 360, PlayStation 3, Nintendo DS, PlayStation Portable, Mac OS X en Microsoft Windows.

## Gameplay
De gameplay van deze LEGO-game ligt in de lijn met de voorgaande LEGO-spellen. Elke film is opgedeeld in vijf levels. In de levels moet de speler puzzels en opdrachten volbrengen om verder te geraken in het spel. Om deze puzzels en opdrachten te voltooien, moet de speler gebruikmaken van de speciale eigenschappen van de personages. In het spel zijn in totaal 82 personages vrij te spelen, met elk hun speciale eigenschappen.

## Ontvangst
Het spel werd door de critici gematigd tot positief onthaald.
| Beoordeeld door | Jaar | Platform | Score  |
| --------------- | ---- | -------- | ------ |
| IGN             | 2009 | PS3      | 6/10   |
| Gamespot        | 2009 | Xbox 360 | 8/10   |
| Metacritic      | 2009 | Wii      | 72/100 |
| XGN             | 2009 | PS3      | 6.9/10 |
| Eurogamer       | 2009 | Xbox 360 | 7/10   |
| Gamer.nl        | 2009 | PSP      | 7/10   |